# Чайка (аеродром)
Чайка — спортивний аеродром Центрального аероклубу Товариства сприяння обороні України, у передмісті Києва, розташований в селі Петропавлівська Борщагівка Бучанського району Київської області.

## Історія
24 серпня 1997 на аеродромі пройшло масштабне авіаційне шоу приурочене до дня проголошення Незалежності України. У параді взяли участь 25 типів літальних апаратів.
Аеродром та автодром є складовою Спортивного комплексу Чайка.

## Основні параметри
На аеродромі базується Центральний аероклуб Товариства сприяння обороні України.
Аеродром Чайка призначений для проведення навчально-тренувальних польотів, підготовки пілотів літаків, вертольотів, планерів, польотів на мотодельтаплані, виконання стрибків з парашутом.
На аеродромі функціонує парашутний клуб «Асоціація «ПАРА-СКУФ» [Архівовано 16 лютого 2019 у Wayback Machine.], здійснюються парашутні стрибки для новачків та професіоналів, змагання з парашутних дисциплін з літаків Ан-2 та Ан-28.

## Технічні дані аеродрому
- Частота аеродрому 131.250 МГц "Chaika-Tower" [3]
- Код аеродрому згідно ICAO - UKKJ[3]
- Магнітне схилення - 7°E /[4]
- Поясний час - UTC +3
- Класифікація повітряного простору: Клас «G»[4]
- Позначення і бокові межі: ATZ Чайка / Chaika: г.т. 50°25'20N 030°20'33E – г.т. 50°25'20N 030°15'21E – г.т. 50°27'16   N 030°15'07E – г.т. 50°27'30N  030°18'00E – г.т. 50°26'46N 030°20'28E -  г.т. 50°25'20N 030°20'33E[4]
- Вертикальні межі: GND – 450м AMSL[4]
- Типи палива: Бензин: А-95, LL-100; авіакеросин Т-1(ТС-1), моторні масла: МС-20, AEROSHELL[4]
- Засоби заправки паливом / пропускна здатність: 2 паливозаправника 7500 л, 10 л/сек[4]
- Наявне місце у ангарі для прибуваючих повітряних суден[4]
- Злітно-посадкові майданчики (ЗПМ) України, що внесені до Журналу обліку та допуску до експлуатації постійних ЗПМ: ПС до 5700 кг ПОГ «Центральний аероклуб ТСО України ім.О.К. Антонова» 03.08.21[5]
- PCN покриття ЗПС аеродрому: Grass / Ґрунт[4]
- Власник аеродрому + власник сертифіката: ПОГ «Центральний аероклуб ТСО України ім.О.К. Антонова»[5]
- Строк дії сертифіката (посвідчення): 03.08.21[5]